# Raymond Domenech
Raymond Domenech (IPA: [ʁɛ.mɔ̃ dɔ.me.nɛk]; Lione, 24 gennaio 1952) è un ex calciatore e allenatore di calcio francese.
Dal 2004 al 2010 è stato commissario tecnico della nazionale francese, con cui fu finalista al campionato mondiale del 2006.

## Biografia
È nato a Lione da padre catalano, rifugiatosi in Francia durante la dittatura di Francisco Franco. Dalla relazione con la giornalista Estelle Denis — a cui chiese pubblicamente di sposarlo durante l'Europeo 2008 — è divenuto padre di due figli, Victoire (nel 2004) e Merlin (2007); il matrimonio si è poi celebrato nel 2009.
Appassionato di teatro, tanto da aver fatto parte in gioventù di una compagnia, ha ammesso di comporre le formazioni anche in base all'astrologia: a tal proposito, l'ex nazionale francese Robert Pirès dichiarò di essere stato escluso dalle convocazioni non per ragioni tattiche o personali ma perché appartenente al segno zodiacale dello Scorpione.

### Controversie
Nel giugno 1994, quando allenava la nazionale francese Under-21, durante i Mondiali americani, fu arrestato a Boston per aver tentato di vendere (a prezzo dimezzato) biglietti per l'incontro tra Corea del Sud e Bolivia: temporaneamente incarcerato, venne rilasciato dopo il versamento di una cauzione pari a 500 dollari.
Nell'agosto 2007 — tramite un'intervista a Le Parisien — rivolse accuse di slealtà al calcio italiano, citando una presunta corruzione dell'arbitro operata dall'Under-21 azzurra ai danni dei pari età francesi in una gara di qualificazione ai Giochi olimpici del 2000: tali esternazioni furono punite dall'UEFA con un turno di squalifica, cui si aggiunse un'ammenda economica di 10 000 franchi svizzeri (corrispondenti a 6 000 euro). In seguito al ricorso presentato, la sanzione pecuniaria fu annullata.

## Carriera

### Giocatore
Domenech debuttò nel 1969 come difensore nel Lione, squadra con la quale nel 1973 vinse la Coppa di Francia. Passato allo Strasburgo vinse il campionato nel 1979, per poi fare la spola tra Paris Saint-Germain e Bordeaux prima di terminare la propria carriera nel Mulhouse, squadra dove fece anche le sue prime esperienze come allenatore.

### Allenatore

#### Gli inizi
Dopo i primi anni trascorsi come allenatore del Mulhouse, Domenech divenne allenatore del Lione nel 1988, ottenendo nel 1989 la promozione in Ligue 1. Nel 1993 divenne CT della Nazionale Under-21, con la quale ottenne un quarto (1994), un terzo (1996) ed un secondo posto (2002) agli Europei Under-21.

#### Nazionale francese
In seguito all'eliminazione nei quarti di finale degli Europei da parte della Grecia, nel 2004 subentrò a Jacques Santini sulla panchina della Nazionale maggiore francese.
Ai Mondiali del 2006 i Bleus si classificarono al secondo posto, sconfiggendo negli ottavi di finale la Spagna, nei quarti il Brasile ed in semifinale il Portogallo, per poi essere sconfitti in finale dall'Italia ai rigori. Nonostante il buon risultato sul campo ed il buon gioco espresso dalla squadra, il tecnico non fu esente da critiche, dovute soprattutto alla già citata attenzione all'oroscopo nella scelta dei giocatori da schierare in campo ed all'aver lasciato più volte in panchina l'attaccante David Trezeguet, tra i migliori centravanti della sua generazione, sia per ragioni tattiche (preferendo lo schieramento che vedeva Thierry Henry come unica punta) sia, ancora una volta, per questioni legate all'astrologia.
Domenech fu confermato sulla panchina dei Bleus anche per il biennio successivo, che portava agli Europei del 2008 in Austria e Svizzera, in cui però la squadra deluse molto, venendo eliminata al primo turno della competizione con 1 punto ottenuto in 3 partite ed 1 solo gol, segnato da Thierry Henry nella partita persa per 4-1 contro i Paesi Bassi.
Durante le qualificazioni per il Mondiale del 2010, il 4 settembre 2009, alla vigilia della decisiva partita contro la Romania (terminata 1-1), i giocatori si resero protagonisti di quello che sarà definito un ammutinamento nei confronti di Domenech, con il capitano Henry che dichiarò:
(Thierry Henry)
Sempre tramite Henry i giocatori della Nazionale francese fecero sapere a Domenech di essere '"delusi del suo lavoro e annoiati e confusi dai suoi metodi di allenamento"'. Nonostante le difficoltà, la Francia riuscì a qualificarsi per la fase finale dei Mondiali estromettendo allo spareggio l'Irlanda, ma la qualificazione fu ottenuta in modo irregolare: nei tempi supplementari della gara di ritorno William Gallas segnò il gol dell'1-1 (andata 0-1) viziato da un evidente fallo di mano di Henry.
Prima dell'inizio dei Mondiali del 2010 la Federcalcio francese rese noto che al termine del torneo, a prescindere da come esso si sarebbe concluso per la nazionale francese, Domenech sarebbe stato sostituito da Laurent Blanc.
Al Mondiale sudafricano la nazionale di Domenech si comportò esattamente come agli europei di due anni prima, uscendo al primo turno con 1 punto in 3 gare e un solo gol, opera di Florent Malouda nella partita persa per 2-1 contro il Sudafrica. Nel corso del Mondiale la federcalcio francese escluse dalla squadra Nicolas Anelka, reo di aver insultato Domenech durante l'intervallo della partita con il Messico, e registrò le dimissioni del preparatore atletico Jean-Louis Valentin. Domenech, inoltre, si trovò ad affrontare un nuovo ammutinamento della squadra, che decise di saltare una seduta di allenamento in segno di solidarietà nei confronti di Anelka. Il loro comunicato fu letto di fronte ai giornalisti dallo stesso CT, che in conferenza stampa definì "una pagliacciata" il gesto dei calciatori. Dopo l'eliminazione il capitano Patrice Evra e la stampa francese criticarono duramente il tecnico. Lo stesso Domenech al fischio finale della partita contro il Sudafrica si rifiutò di stringere la mano al collega Carlos Alberto Parreira, aprendo un nuovo caso.
La federcalcio francese (Fff) ha ufficialmente licenziato Domenech in favore di Blanc il 5 settembre 2010.

#### Nantes
A 10 anni di distanza dall'ultimo incarico, il 26 dicembre 2020, grazie ad una deroga concessa dalla federcalcio francese, viene ingaggiato come nuovo allenatore dal Nantes, con cui firma un contratto fino al termine della stagione. Il 10 febbraio 2021, dopo aver guadagnato 4 punti in 7 giornate di campionato, viene esonerato dal Nantes.

## Statistiche

### Cronologia presenze e reti in nazionale
| Cronologia completa delle presenze e delle reti in nazionale ― Francia | Cronologia completa delle presenze e delle reti in nazionale ― Francia | Cronologia completa delle presenze e delle reti in nazionale ― Francia | Cronologia completa delle presenze e delle reti in nazionale ― Francia | Cronologia completa delle presenze e delle reti in nazionale ― Francia | Cronologia completa delle presenze e delle reti in nazionale ― Francia | Cronologia completa delle presenze e delle reti in nazionale ― Francia | Cronologia completa delle presenze e delle reti in nazionale ― Francia |
| Data                                                                   | Città                                                                  | In casa                                                                | Risultato                                                              | Ospiti                                                                 | Competizione                                                           | Reti                                                                   | Note                                                                   |
| ---------------------------------------------------------------------- | ---------------------------------------------------------------------- | ---------------------------------------------------------------------- | ---------------------------------------------------------------------- | ---------------------------------------------------------------------- | ---------------------------------------------------------------------- | ---------------------------------------------------------------------- | ---------------------------------------------------------------------- |
| 19-5-1973                                                              | Parigi                                                                 | Francia                                                                | 1 – 1                                                                  | Irlanda                                                                | Qual. Mondiali 1974                                                    | -                                                                      |                                                                        |
| 3-9-1975                                                               | Nantes                                                                 | Francia                                                                | 3 – 0                                                                  | Islanda                                                                | Qual. Euro 1976                                                        | -                                                                      |                                                                        |
| 15-11-1975                                                             | Parigi                                                                 | Francia                                                                | 0 – 0                                                                  | Belgio                                                                 | Qual. Euro 1976                                                        | -                                                                      |                                                                        |
| 27-3-1976                                                              | Parigi                                                                 | Francia                                                                | 2 – 2                                                                  | Cecoslovacchia                                                         | Amichevole                                                             | -                                                                      |                                                                        |
| 24-4-1976                                                              | Lens                                                                   | Francia                                                                | 2 – 0                                                                  | Polonia                                                                | Amichevole                                                             | -                                                                      |                                                                        |
| 1-9-1976                                                               | Copenaghen                                                             | Danimarca                                                              | 1 – 1                                                                  | Francia                                                                | Amichevole                                                             | -                                                                      | 46’                                                                    |
| 4-4-1979                                                               | Bratislava                                                             | Cecoslovacchia                                                         | 2 – 0                                                                  | Francia                                                                | Qual. Euro 1980                                                        | -                                                                      |                                                                        |
| 2-5-1979                                                               | East Rutherford                                                        | Stati Uniti                                                            | 0 – 6                                                                  | Francia                                                                | Amichevole                                                             | -                                                                      |                                                                        |
| Totale                                                                 |                                                                        | Presenze                                                               | 8                                                                      |                                                                        | Reti                                                                   | 0                                                                      |                                                                        |

### Statistiche da allenatore

#### Club
In grassetto le competizioni vinte.
| Stagione             | Squadra | Campionato | Campionato | Campionato | Campionato | Campionato | Coppe nazionali | Coppe nazionali | Coppe nazionali | Coppe nazionali | Coppe nazionali | Coppe continentali | Coppe continentali | Coppe continentali | Coppe continentali | Coppe continentali | Altre coppe | Altre coppe | Altre coppe | Altre coppe | Altre coppe | Totale | Totale | Totale | Totale | % Vittorie | Piazzamento |
| Stagione             | Squadra | Comp       | G          | V          | N          | P          | Comp            | G               | V               | N               | P               | Comp               | G                  | V                  | N                  | P                  | Comp        | G           | V           | N           | P           | G      | V      | N      | P      | %          | Piazzamento |
| -------------------- | ------- | ---------- | ---------- | ---------- | ---------- | ---------- | --------------- | --------------- | --------------- | --------------- | --------------- | ------------------ | ------------------ | ------------------ | ------------------ | ------------------ | ----------- | ----------- | ----------- | ----------- | ----------- | ------ | ------ | ------ | ------ | ---------- | ----------- |
| dic. 2020- feb. 2021 | Nantes  | L1         | 7          | 0          | 4          | 3          | -               | -               | -               | -               | -               | -                  | -                  | -                  | -                  | -                  | -           | -           | -           | -           | -           | 7      | 0      | 4      | 3      | &0,00      | Sub., Eson. |

| Squadra | Naz                | dal            | al             | Record | Record | Record | Record     | Record | Record | Record | Record |
| G       | V                  | N              | P              | GF     | GS     | DR     | % Vittorie |        |        |        |        |
| ------- | ------------------ | -------------- | -------------- | ------ | ------ | ------ | ---------- | ------ | ------ | ------ | ------ |
| Francia | Francia (bandiera) | 12 luglio 2004 | 31 luglio 2010 | 79     | 41     | 24     | 14         | 108    | 51     | +57    | 51,90  |

#### Panchine da commissario tecnico della nazionale francese
| Cronologia completa delle presenze e delle reti in nazionale ― Francia | Cronologia completa delle presenze e delle reti in nazionale ― Francia | Cronologia completa delle presenze e delle reti in nazionale ― Francia | Cronologia completa delle presenze e delle reti in nazionale ― Francia | Cronologia completa delle presenze e delle reti in nazionale ― Francia | Cronologia completa delle presenze e delle reti in nazionale ― Francia | Cronologia completa delle presenze e delle reti in nazionale ― Francia    | Cronologia completa delle presenze e delle reti in nazionale ― Francia |
| Data                                                                   | Città                                                                  | In casa                                                                | Risultato                                                              | Ospiti                                                                 | Competizione                                                           | Reti                                                                      | Note                                                                   |
| ---------------------------------------------------------------------- | ---------------------------------------------------------------------- | ---------------------------------------------------------------------- | ---------------------------------------------------------------------- | ---------------------------------------------------------------------- | ---------------------------------------------------------------------- | ------------------------------------------------------------------------- | ---------------------------------------------------------------------- |
| 18-8-2004                                                              | Rennes                                                                 | Francia                                                                | 1 – 0                                                                  | Bosnia ed Erzegovina                                                   | Amichevole                                                             | Péguy Luyindula                                                           | Cap:                                                                   |
| 4-9-2004                                                               | Saint-Denis                                                            | Francia                                                                | 0 – 0                                                                  | Israele                                                                | Qual. Mondiali 2006                                                    | -                                                                         | Cap:                                                                   |
| 8-9-2004                                                               | Tórshavn                                                               | Fær Øer                                                                | 0 – 2                                                                  | Francia                                                                | Qual. Mondiali 2006                                                    | Ludovic Giuly Djibril Cissé                                               | Cap:                                                                   |
| 9-10-2004                                                              | Saint-Denis                                                            | Francia                                                                | 0 – 0                                                                  | Irlanda                                                                | Qual. Mondiali 2006                                                    | -                                                                         | Cap:                                                                   |
| 13-10-2004                                                             | Nicosia                                                                | Cipro                                                                  | 0 – 2                                                                  | Francia                                                                | Qual. Mondiali 2006                                                    | Sylvain Wiltord Thierry Henry                                             | Cap:                                                                   |
| 17-11-2004                                                             | Saint-Denis                                                            | Francia                                                                | 0 – 0                                                                  | Polonia                                                                | Amichevole                                                             | -                                                                         | Cap:                                                                   |
| 9-2-2005                                                               | Saint-Denis                                                            | Francia                                                                | 1 – 1                                                                  | Svezia                                                                 | Amichevole                                                             | David Trezeguet                                                           | Cap:                                                                   |
| 26-3-2005                                                              | Saint-Denis                                                            | Francia                                                                | 0 – 0                                                                  | Svizzera                                                               | Qual. Mondiali 2006                                                    | -                                                                         | Cap:                                                                   |
| 30-3-2005                                                              | Tel Aviv                                                               | Israele                                                                | 1 – 1                                                                  | Francia                                                                | Qual. Mondiali 2006                                                    | David Trezeguet                                                           | Cap:                                                                   |
| 31-5-2005                                                              | Metz                                                                   | Francia                                                                | 2 – 1                                                                  | Ungheria                                                               | Amichevole                                                             | Djibril Cissé Florent Malouda                                             | Cap:                                                                   |
| 17-8-2005                                                              | Montpellier                                                            | Francia                                                                | 3 – 0                                                                  | Costa d'Avorio                                                         | Amichevole                                                             | William Gallas Zinédine Zidane Thierry Henry                              | Cap:                                                                   |
| 3-9-2005                                                               | Lens                                                                   | Francia                                                                | 3 – 0                                                                  | Fær Øer                                                                | Qual. Mondiali 2006                                                    | 2 Djibril Cissé autorete                                                  | Cap:                                                                   |
| 7-9-2005                                                               | Dublino                                                                | Irlanda                                                                | 0 – 1                                                                  | Francia                                                                | Qual. Mondiali 2006                                                    | Thierry Henry                                                             | Cap:                                                                   |
| 8-10-2005                                                              | Berna                                                                  | Svizzera                                                               | 1 – 1                                                                  | Francia                                                                | Qual. Mondiali 2006                                                    | Djibril Cissé                                                             | Cap:                                                                   |
| 12-10-2005                                                             | Saint-Denis                                                            | Francia                                                                | 4 – 0                                                                  | Cipro                                                                  | Qual. Mondiali 2006                                                    | Zinédine Zidane Sylvain Wiltord Vikash Dhorasoo Ludovic Giuly             | Cap:                                                                   |
| 9-11-2005                                                              | Fort-de-France                                                         | Francia                                                                | 3 – 2                                                                  | Costa Rica                                                             | Amichevole                                                             | Nicolas Anelka Djibril Cissé Thierry Henry                                | Cap:                                                                   |
| 12-11-2005                                                             | Saint-Denis                                                            | Francia                                                                | 0 – 0                                                                  | Germania                                                               | Amichevole                                                             | -                                                                         | Cap:                                                                   |
| 1-3-2006                                                               | Saint-Denis                                                            | Francia                                                                | 1 – 2                                                                  | Slovacchia                                                             | Amichevole                                                             | Samir Nasri                                                               | Cap:                                                                   |
| 27-5-2006                                                              | Saint-Denis                                                            | Francia                                                                | 1 – 0                                                                  | Messico                                                                | Amichevole                                                             | Samir Nasri                                                               | Cap:                                                                   |
| 31-5-2006                                                              | Lens                                                                   | Francia                                                                | 2 – 0                                                                  | Danimarca                                                              | Amichevole                                                             | Thierry Henry Sylvain Wiltord                                             | Cap:                                                                   |
| 7-6-2006                                                               | Saint-Étienne                                                          | Francia                                                                | 3 – 1                                                                  | Cina                                                                   | Amichevole                                                             | David Trezeguet autorete Thierry Henry                                    | Cap:                                                                   |
| 13-6-2006                                                              | Stoccarda                                                              | Francia                                                                | 0 – 0                                                                  | Svizzera                                                               | Mondiali 2006 - 1º turno                                               | -                                                                         | Cap:                                                                   |
| 18-6-2006                                                              | Lipsia                                                                 | Francia                                                                | 1 – 1                                                                  | Corea del Sud                                                          | Mondiali 2006 - 1º turno                                               | Thierry Henry                                                             | Cap:                                                                   |
| 23-6-2006                                                              | Colonia                                                                | Togo                                                                   | 0 – 2                                                                  | Francia                                                                | Mondiali 2006 - 1º turno                                               | Patrick Vieira Thierry Henry                                              | Cap:                                                                   |
| 27-6-2006                                                              | Hannover                                                               | Spagna                                                                 | 1 – 3                                                                  | Francia                                                                | Mondiali 2006 - Ottavi di finale                                       | Franck Ribéry Patrick Vieira Zinédine Zidane                              | Cap:                                                                   |
| 1-7-2006                                                               | Francoforte sul Meno                                                   | Brasile                                                                | 0 – 1                                                                  | Francia                                                                | Mondiali 2006 - Quarti di finale                                       | Thierry Henry                                                             | Cap:                                                                   |
| 5-7-2006                                                               | Monaco di Baviera                                                      | Portogallo                                                             | 0 – 1                                                                  | Francia                                                                | Mondiali 2006 - Semifinale                                             | Zinédine Zidane                                                           | Cap:                                                                   |
| 9-7-2006                                                               | Berlino                                                                | Italia                                                                 | 1 – 1 (5-3 dtr)                                                        | Francia                                                                | Mondiali 2006 - Finale                                                 | Zinédine Zidane                                                           | Cap:                                                                   |
| 17-8-2006                                                              | Sarajevo                                                               | Bosnia ed Erzegovina                                                   | 1 – 2                                                                  | Francia                                                                | Amichevole                                                             | William Gallas Julien Faubert                                             | Cap:                                                                   |
| 2-9-2006                                                               | Tbilisi                                                                | Georgia                                                                | 0 – 3                                                                  | Francia                                                                | Qual. Euro 2008                                                        | Louis Saha Florent Malouda autorete                                       | Cap:                                                                   |
| 6-9-2006                                                               | Saint-Denis                                                            | Francia                                                                | 3 – 1                                                                  | Italia                                                                 | Qual. Euro 2008                                                        | 2 Sidney Govou Thierry Henry                                              | Cap:                                                                   |
| 7-10-2006                                                              | Glasgow                                                                | Scozia                                                                 | 1 – 0                                                                  | Francia                                                                | Qual. Euro 2008                                                        | -                                                                         | Cap:                                                                   |
| 11-10-2006                                                             | Sochaux                                                                | Francia                                                                | 5 – 0                                                                  | Fær Øer                                                                | Qual. Euro 2008                                                        | Louis Saha Thierry Henry Nicolas Anelka 2 David Trezeguet                 | Cap:                                                                   |
| 15-11-2006                                                             | Saint-Denis                                                            | Francia                                                                | 1 – 0                                                                  | Grecia                                                                 | Amichevole                                                             | Thierry Henry                                                             | Cap:                                                                   |
| 7-2-2007                                                               | Saint-Denis                                                            | Francia                                                                | 0 – 1                                                                  | Argentina                                                              | Amichevole                                                             | -                                                                         | Cap:                                                                   |
| 24-3-2007                                                              | Kaunas                                                                 | Lituania                                                               | 0 – 1                                                                  | Francia                                                                | Qual. Euro 2008                                                        | Nicolas Anelka                                                            | Cap:                                                                   |
| 28-3-2007                                                              | Saint-Denis                                                            | Francia                                                                | 1 – 0                                                                  | Austria                                                                | Amichevole                                                             | Karim Benzema                                                             | Cap:                                                                   |
| 2-6-2007                                                               | Saint-Denis                                                            | Francia                                                                | 2 – 0                                                                  | Ucraina                                                                | Qual. Euro 2008                                                        | Franck Ribéry Nicolas Anelka                                              | Cap:                                                                   |
| 6-6-2007                                                               | Auxerre                                                                | Francia                                                                | 1 – 0                                                                  | Georgia                                                                | Qual. Euro 2008                                                        | Samir Nasri                                                               | Cap:                                                                   |
| 22-8-2007                                                              | Trnava                                                                 | Slovacchia                                                             | 0 – 1                                                                  | Francia                                                                | Amichevole                                                             | Thierry Henry                                                             | Cap:                                                                   |
| 8-9-2007                                                               | Milano                                                                 | Italia                                                                 | 0 – 0                                                                  | Francia                                                                | Qual. Euro 2008                                                        | -                                                                         | Cap:                                                                   |
| 12-9-2007                                                              | Parigi                                                                 | Francia                                                                | 0 – 1                                                                  | Scozia                                                                 | Qual. Euro 2008                                                        | -                                                                         | Cap:                                                                   |
| 13-10-2007                                                             | Tórshavn                                                               | Fær Øer                                                                | 0 – 6                                                                  | Francia                                                                | Qual. Euro 2008                                                        | Nicolas Anelka Thierry Henry 2 Karim Benzema Jérôme Rothen Hatem Ben Arfa | Cap:                                                                   |
| 17-10-2007                                                             | Nantes                                                                 | Francia                                                                | 2 – 0                                                                  | Lituania                                                               | Qual. Euro 2008                                                        | 2 Thierry Henry                                                           | Cap:                                                                   |
| 16-11-2007                                                             | Saint-Denis                                                            | Francia                                                                | 2 – 2                                                                  | Marocco                                                                | Amichevole                                                             | Sidney Govou Samir Nasri                                                  | Cap:                                                                   |
| 21-11-2007                                                             | Kiev                                                                   | Ucraina                                                                | 2 – 2                                                                  | Francia                                                                | Qual. Euro 2008                                                        | Thierry Henry Sidney Govou                                                | Cap:                                                                   |
| 6-2-2008                                                               | Malaga                                                                 | Spagna                                                                 | 1 – 0                                                                  | Francia                                                                | Amichevole                                                             | -                                                                         | Cap:                                                                   |
| 26-3-2008                                                              | Saint-Denis                                                            | Francia                                                                | 1 – 0                                                                  | Inghilterra                                                            | Amichevole                                                             | Franck Ribéry                                                             | Cap:                                                                   |
| 27-5-2008                                                              | Grenoble                                                               | Francia                                                                | 2 – 0                                                                  | Ecuador                                                                | Amichevole                                                             | 2 Bafétimbi Gomis                                                         | Cap:                                                                   |
| 31-5-2008                                                              | Tolosa                                                                 | Francia                                                                | 0 – 0                                                                  | Paraguay                                                               | Amichevole                                                             | -                                                                         | Cap:                                                                   |
| 3-6-2008                                                               | Saint-Denis                                                            | Francia                                                                | 1 – 0                                                                  | Colombia                                                               | Amichevole                                                             | Franck Ribéry                                                             | Cap:                                                                   |
| 9-6-2008                                                               | Zurigo                                                                 | Romania                                                                | 0 – 0                                                                  | Francia                                                                | Euro 2008 - 1º turno                                                   | -                                                                         | Cap:                                                                   |
| 13-6-2008                                                              | Berna                                                                  | Paesi Bassi                                                            | 4 – 1                                                                  | Francia                                                                | Euro 2008 - 1º turno                                                   | Thierry Henry                                                             | Cap:                                                                   |
| 17-6-2008                                                              | Zurigo                                                                 | Francia                                                                | 0 – 2                                                                  | Italia                                                                 | Euro 2008 - 1º turno                                                   | -                                                                         | Cap:                                                                   |
| 20-8-2008                                                              | Göteborg                                                               | Svezia                                                                 | 2 – 3                                                                  | Francia                                                                | Amichevole                                                             | Karim Benzema 2 Sidney Govou                                              | Cap:                                                                   |
| 6-9-2008                                                               | Vienna                                                                 | Austria                                                                | 3 – 1                                                                  | Francia                                                                | Qual. Mondiali 2010                                                    | Sidney Govou                                                              | Cap:                                                                   |
| 10-9-2008                                                              | Saint-Denis                                                            | Francia                                                                | 2 – 1                                                                  | Serbia                                                                 | Qual. Mondiali 2010                                                    | Thierry Henry Nicolas Anelka                                              | Cap:                                                                   |
| 11-10-2008                                                             | Costanza                                                               | Romania                                                                | 2 – 2                                                                  | Francia                                                                | Qual. Mondiali 2010                                                    | Franck Ribéry Yoann Gourcuff                                              | Cap:                                                                   |
| 14-10-2008                                                             | Saint-Denis                                                            | Francia                                                                | 3 – 1                                                                  | Tunisia                                                                | Amichevole                                                             | 2 Thierry Henry Karim Benzema                                             | Cap:                                                                   |
| 19-11-2008                                                             | Saint-Denis                                                            | Francia                                                                | 0 – 0                                                                  | Uruguay                                                                | Amichevole                                                             | -                                                                         | Cap:                                                                   |
| 11-2-2009                                                              | Marsiglia                                                              | Francia                                                                | 0 – 2                                                                  | Argentina                                                              | Amichevole                                                             | -                                                                         | Cap:                                                                   |
| 28-3-2009                                                              | Kaunas                                                                 | Lituania                                                               | 0 – 1                                                                  | Francia                                                                | Qual. Mondiali 2010                                                    | Franck Ribéry                                                             | Cap:                                                                   |
| 1-4-2009                                                               | Saint-Denis                                                            | Francia                                                                | 1 – 0                                                                  | Lituania                                                               | Qual. Mondiali 2010                                                    | Franck Ribéry                                                             | Cap:                                                                   |
| 2-6-2009                                                               | Saint-Étienne                                                          | Francia                                                                | 0 – 1                                                                  | Nigeria                                                                | Amichevole                                                             | -                                                                         | Cap:                                                                   |
| 6-6-2009                                                               | Lione                                                                  | Francia                                                                | 1 – 0                                                                  | Turchia                                                                | Amichevole                                                             | Karim Benzema                                                             | Cap:                                                                   |
| 12-8-2009                                                              | Tórshavn                                                               | Fær Øer                                                                | 0 – 1                                                                  | Francia                                                                | Qual. Mondiali 2010                                                    | André-Pierre Gignac                                                       | Cap:                                                                   |
| 5-9-2009                                                               | Saint-Denis                                                            | Francia                                                                | 1 – 1                                                                  | Romania                                                                | Qual. Mondiali 2010                                                    | Thierry Henry                                                             | Cap:                                                                   |
| 9-9-2009                                                               | Belgrado                                                               | Serbia                                                                 | 1 – 1                                                                  | Francia                                                                | Qual. Mondiali 2010                                                    | Thierry Henry                                                             | Cap:                                                                   |
| 10-10-2009                                                             | Guingamp                                                               | Francia                                                                | 5 – 0                                                                  | Fær Øer                                                                | Qual. Mondiali 2010                                                    | 2 André-Pierre Gignac William Gallas Nicolas Anelka Karim Benzema         | Cap:                                                                   |
| 14-10-2009                                                             | Saint-Denis                                                            | Francia                                                                | 3 – 1                                                                  | Austria                                                                | Qual. Mondiali 2010                                                    | Karim Benzema Thierry Henry André-Pierre Gignac                           | Cap:                                                                   |
| 14-11-2009                                                             | Dublino                                                                | Irlanda                                                                | 0 – 1                                                                  | Francia                                                                | Qual. Mondiali 2010                                                    | Nicolas Anelka                                                            | Cap:                                                                   |
| 18-11-2009                                                             | Saint-Denis                                                            | Francia                                                                | 1 – 1 dts                                                              | Irlanda                                                                | Qual. Mondiali 2010                                                    | William Gallas                                                            | Cap:                                                                   |
| 3-3-2010                                                               | Saint-Denis                                                            | Francia                                                                | 0 – 2                                                                  | Spagna                                                                 | Amichevole                                                             | -                                                                         | Cap:                                                                   |
| 26-5-2010                                                              | Lens                                                                   | Francia                                                                | 2 – 1                                                                  | Costa Rica                                                             | Amichevole                                                             | autorete Mathieu Valbuena                                                 | Cap:                                                                   |
| 30-5-2010                                                              | Radès                                                                  | Tunisia                                                                | 1 – 1                                                                  | Francia                                                                | Amichevole                                                             | William Gallas                                                            | Cap:                                                                   |
| 4-6-2010                                                               | Saint-Pierre                                                           | Francia                                                                | 0 – 1                                                                  | Cina                                                                   | Amichevole                                                             | -                                                                         | Cap:                                                                   |
| 11-6-2010                                                              | Città del Capo                                                         | Uruguay                                                                | 0 – 0                                                                  | Francia                                                                | Mondiali 2010 - 1º turno                                               | -                                                                         | Cap:                                                                   |
| 17-6-2010                                                              | Polokwane                                                              | Francia                                                                | 0 – 2                                                                  | Messico                                                                | Mondiali 2010 - 1º turno                                               | -                                                                         | Cap:                                                                   |
| 22-6-2010                                                              | Bloemfontein                                                           | Francia                                                                | 1 – 2                                                                  | Sudafrica                                                              | Mondiali 2010 - 1º turno                                               | Florent Malouda                                                           | Cap:                                                                   |
| Totale                                                                 |                                                                        | Presenze                                                               | 79                                                                     |                                                                        | Reti                                                                   | 108                                                                       |                                                                        |

## Palmarès

### Calciatore
- Campionato francese: 2

Strasburgo: 1978-1979
Bordeaux: 1983-1984
- Coppa di Francia: 2

Olympique Lione: 1972-1973
Bordeaux: 1983-1984
- Supercoppa francese: 1

Olympique Lione: 1973

### Allenatore
- Campionato francese di seconda divisione: 1

Olympique Lione: 1988-1989